# Vegas (álbum de The Crystal Method)
Vegas es el álbum de debut por el dúo de música electrónica The Crystal Method
"Busy Child" presenta partes de "Juice (Know the Ledge)" de Eric B. & Rakim. "Trip Like I Do" utiliza muestras de la película de Jim Henson The Dark Crystal y el oído voces femeninas en toda la canción fueron tomados de un mensaje de contestador automático que Scott Kirkland había recibido de una mujer que conoció en un club. "Keep Hope Alive" contiene elementos de un discurso de Jesse Jackson. "Bad Stone" cuenta con las muestras de dos de Bill Cosby stand-up rutinas, "Tonsils" y "Chicken Heart", que eran de su álbum Wonderfulness. 
La brecha oculta poco después de la canción "High Roller" es una repetición del inicio de la canción de Massive Attack "Hymn of the Big Wheel".

## Lista de canciones
Todas las canciones escritas por Ken Jordan y Scott Kirkland, a menos que se indique lo contrario

### Original U.S. release
1. "Trip Like I Do"  – 7:34
2. "Busy Child"  – 7:25
3. "Cherry Twist"  – 4:25
4. "High Roller"  – 5:29
  - Incluye una pista corta oculta que sigue en la pregap de 10 segundos.
5. "Comin' Back" (Ken Jordan, Scott Kirkland y Trudie Reiss) – 5:39
6. "Keep Hope Alive"  – 6:12
7. "Vapor Trail"  – 6:31
8. "She's My Pusher"  – 5:41
9. "Jaded" (Jordan, Kirkland and Reiss) – 7:05
10. "Bad Stone"  – 5:09

### Original U.K. release
1. "Trip Like I Do"  – 7:34
2. "Busy Child"  – 7:25
3. "Cherry Twist"  – 4:25
4. "High Roller"  – 5:29
  - Contiene una pista corta oculta en el pregap.
5. "Comin' Back"  – 5:39
6. "Keep Hope Alive"  – 6:12
7. "Vapor Trail"  – 6:31
8. "She's My Pusher"  – 5:41
9. "Jaded"  – 7:05
10. "Now Is the Time"
11. "Bad Stone"  – 5:09
12. "(Can't You) Trip Like I Do" - 4:28

### Edición Deluxe
The Crystal Method celebró su 10º aniversario de su álbum debut Vegas por volver a lanzar en una versión de lujo especial el 18 de septiembre de 2007. La nueva versión de Vegas es un disco de doble remasterizada con temas raros, en vivo, y remezclado además del material de la canción original de 10 álbumes. Remixes para la edición de lujo cortesía de Paul Oakenfold, MSTRKRFT, Hyper, Sta., Deadmau5, Koma & Bones, Tom Real vs The Rogue Element y Myagi. También se incluye la versión original de 1993 de las Vegas único "Comin 'Back" con el video de la versión del álbum, junto con el video de "Busy Child". Precedió al lanzamiento de la edición de lujo, el "Busy Child [Sta. Remix]" se hizo disponible en iTunes a partir del 28 de agosto.

### CD 1
1. "Trip Like I Do"  – 7:34
2. "Busy Child"  – 7:25
3. "Cherry Twist"  – 4:25
4. "High Roller"  – 5:29
5. "Comin' Back"  – 5:39
6. "Keep Hope Alive"  – 6:12
7. "Vapor Trail"  – 6:31
8. "She's My Pusher"  – 5:41
9. "Jaded"  – 7:05
10. "Bad Stone"  – 5:09

### CD 2
1. "Busy Child" (Sta Remix) - 6:43
2. "Trip Like I Do" (Tom Real vs The Rogue Element Remix) - 7:15
3. "Keep Hope Alive" (MSTRKRFT Remix) - 4:38
4. "Comin' Back" (Koma and Bones Remix) - 6:59
5. "Busy Child" (Hyper Remix) - 5:38
6. "Cherry Twist" (Deadmau5 Remix) - 6:04
7. "Busy Child" (Paul Oakenfold Remix) - 8:32
8. "High Roller" (Myagi Remix) - 6:61
9. "Comin' Back" ('93 Demo)
10. "Vapor Trail" (Live) - 6:04
11. "Busy Child" (Video musical)
12. "Comin' Back" (music video)

### Edición Deluxe de los sencillos

#### Busy Child (Sta Remix)
Busy Child (Sta Remix) es el primero y solo uno de los dos sencillos oficiales dadas a conocer desde Vegas (Deluxe Edition). Esta es una de las remezclas más conocidas del álbum. Después de la publicación de Vegas (Deluxe Edition), The Crystal Method lo había publicado en su página de MySpace, y permanece allí hoy. El sencillo fue lanzado el 28 de agosto de 2007.

#### High Roller (Myagi Remix)
High Roller (Myagi Remix) es otro remix populares de Vegas (Deluxe Edition). A pesar de su popularidad, no ha sido lanzado como un sencillo. La canción es conocida por ser utilizada en el tráiler de la película Push. En una encuesta de Internet a principios de 2009, la gente se preguntó cuál de los remixes de Las Vegas era su favorito. "High Roller (Myagi Remix)", ganó por abrumadora mayoría. En el mismo sitio que realizó la encuesta (http://www.thecrystalmethod.org), Un concurso fue creado para hacer preguntas a Myagi sí mismo por el público. Él elige lo que él creía eran las mejores preguntas y usar los de la entrevista. Las personas seleccionadas podrían tener la oportunidad de obtener premios especiales, como una copia autografiada del álbum más reciente Myagi, 3 Years of Sunrise. Incluso las personas que hayan presentado las preguntas fueron puestas en un sorteo de premios. High Roller (Myagi Remix) también fue el único otro remix de Vegas Deluxe Edition que se puso en la página de MySpace de la banda después del lanzamiento del álbum, además de "Busy Child (Sta Remix)". Como Busy Child (Sta Remix), la canción "High Roller (Myagi Remix)" permanece en MySpace de la banda hoy en día.

#### Cherry Twist (Deadmau5 Remix)
Cherry Twist (Deadmau5 Remix) es el remix oficial de segundo sencillo de Vegas (Deluxe Edition), remezclado por Deadmau5. Fue lanzado en 2008, como un sencillo promocional solamente. Solo se puede encontrar en vinilo. Por el lado de los de vinilo, "Deadmau5" está mal escrito "Deamau5". 
"Cherry Twist (Deadmau5 Remix)" es la pista 6 de 12 en el segundo disco de Vegas (Deluxe Edition). Está precedido por Hyper remix de "Busy Child" y sucedido por el remix de Paul Oakenfold de "Busy Child".

## Personal
- Toda la escritura es por Scott Kirkland y Ken Jordan, a excepción de "Comin 'Back" y "Jaded", que también fueron escritos con Trixie Reiss.
- Las voces son hechas por Trixie Reiss.